# Psychodynamik

Ansatzmöglichkeiten psychischer Kräfte nach Gustav Theodor Fechner (1801–1887)
(1) Äußere Psychophysik
(2) Innere Psychophysik
(3) Neurophysiologie

Psychodynamik ist die Lehre vom Wirken innerseelischer Kräfte. Sie beschreibt Einflüsse auf Befindlichkeit und Verhalten des Menschen (ähnlich wie bei physikalischen Gesetzen der Dynamik und der hier üblichen Beachtung des Zeitverhaltens im äußeren Raum).
Psychodynamik soll damit Aufschluss geben über die Auslösung seelischer Vorgänge als Reaktionen auf bestimmte äußere und innere Ereignisse und Einflüsse. Dem äußeren physikalischen Raum (äußere Psychophysik) wird damit ein innerer Raum für den Ablauf seelischer Prozesse gegenübergestellt (Topik, auch Innere Psychophysik). Der dynamischen Betrachtung ist analog zur Physik die strukturelle oder statische Betrachtung entgegengesetzt (siehe z. B. die Unterscheidung zwischen Elektrostatik und Elektrodynamik).

## Geschichte
Johann Friedrich Herbart (1776–1841) unterschied zwischen statischem und dynamischem Bewusstsein. In der Lehre von Georg Ernst Stahl (1659–1734) und den von ihm vertretenen Animismus sind deutliche dynamische Gesichtspunkte enthalten. Auch der Brownianismus beruht auf dem Gleichgewicht der Kräfte von Reizen und Reizbarkeit. Während in diesen Theorien jedoch z. T. auch moralphilosophische Aspekte enthalten sind, steht Psychodynamik eher in der Tradition der Psychophysik. Psychodynamik ist bedeutsam als eine nach physikalischem Vorbild erstellte psychologische Theorie. Sie hat sich als heuristisch erwiesen. Entscheidende Impulse zur Psychodynamik gingen von Sigmund Freud (1856–1939) und Kurt Lewin (1890–1947) aus.
Psychodynamik wurde von Sigmund Freud als eines von drei Prinzipien seiner Metapsychologie ausgewählt (vgl. theoretische Annahmen der Psychoanalyse und den Abschnitt Psychoanalytische Begriffsgeschichte).
Kurt Lewin zählt mit Max Wertheimer, Wolfgang Köhler und Kurt Koffka zu den prominentesten Vertretern der Gestaltpsychologie bzw. der Gestalttheorie und ist dafür bekannt, Methoden der Physik und Mathematik auf die Psychologie übertragen zu haben. Lewins Vorstellungen zur Psychodynamik legten die Grundlage für die heutige Motivationspsychologie als Lehre von den psychischen Beweggründen.
Weitere Entwicklungen aus einer solchen mathematisch-physikalischen Denkweise sind Begriffe wie Feldtheorie und Gruppendynamik.
Die seelischen Kräfte werden aus psychodynamischer Sichtweise als analog zu den physikalischen Kräften aufgefasst, sind jedoch nur teilweise bzw. in einzelnen Merkmalen als identisch anzusehen.

### Psychoanalytische Begriffsgeschichte

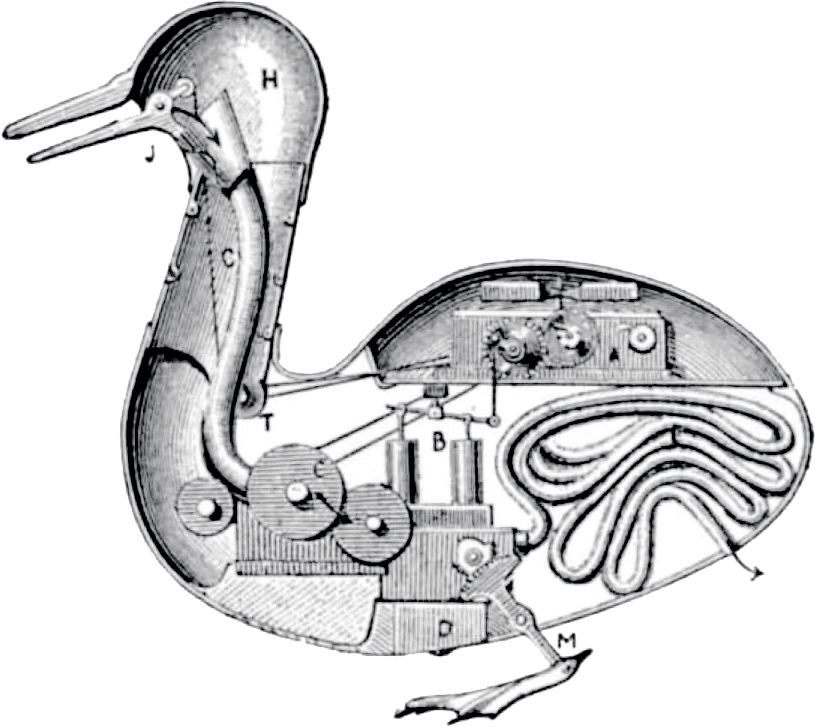
René Descartes hielt Tiere – im Gegensatz zu Menschen – für reduktiv erklärbare Automaten – De homine (1622).

In psychoanalytischer Sichtweise beschreibt Psychodynamik das seelische Spiel der innerseelischen Kräfte positiv als Triebkräfte (Libido) und negativ als Hemmungen (Destrudo). Laienhaft wird Psychodynamik oder Dynamik oft mit Psychoanalyse gleichgesetzt (vgl. Abschnitt Psychoanalytische Begriffsgeschichte). Freud sprach ab 1896 in einem Brief an Wilhelm Fließ von der Dynamik seelischer Abläufe. Auch in seinem Abriß der Psychoanalyse wird der Begriff Dynamik erwähnt. Freud sprach von einem „psychischen Apparat“ und übernahm damit die These über die mechanisch erklärbaren Lebensvorgänge der Tiere von René Descartes, der Tiere für Maschinen erklärte, und übertrug sie damit auch auf das Seelenleben der Menschen. Damit steht Freud in der Tradition des Rationalismus. Freud war der Auffassung, dass das

„Seelenleben die Funktion eines psychischen Apparats ist, dem wir räumliche Ausdehnung und Zusammensetzung aus mehreren Stücken zuschreiben“

Diese Funktion stellt sich Freud nicht anders als die eines Fernrohrs, Mikroskops und dergleichen vor (Maschinenparadigma). Er trennt jedoch nicht zwischen einer objektiv-physiologischen und einer subjektiv-psychologischen Ebene, sondern benutzt beide Beschreibungsweisen, um damit einen Gewinn an Verständnis zu erzielen (vgl. die klassische Identitätsphilosophie und die modernere Identitätstheorie). Als körperliches Organ bzw. als „Apparat, dem wir räumliche Ausdehnung … zuschreiben“, sieht Freud das Gehirn an. Die Kräfte sind Gegenstand seiner Triebtheorie, die Energie Gegenstand der Libidotheorie. Die statischen Elemente sind vor allem die eher körperlich repräsentierten Elemente des Bewussten und Unbewussten (1. topisches Modell) neben den Persönlichkeitsanteilen (2. topisches Modell). Als „topisch“ sind diese eher körperlichen Elemente schon deshalb zu benennen, weil sie auf die räumliche Gestalt des Körpers abzielen. Dies geschieht nicht nur in einem räumlich-metaphorischen Sinne, wie es z. B. Harald Schultz-Hencke (1892–1953) verstanden haben möchte. Freud gibt unmissverständlich zu verstehen, dass die „dynamische Auffassung der seelischen Vorgänge“ zusammen mit ihrer „psychischen Topik“ zu berücksichtigen ist. Er schreibt in diesem Zusammenhang:

Neuronales Netzwerk, gezeichnet von Sigmund Freud im Jahre 1895. Die Darstellung zeigt die innere Verbindung von Dynamik und Topik. Eingehende dynamisch zu interpretierende Nervenimpulse (siehe Pfeil) werden an topisch getrennt zu betrachtende weitere Neuronen innerhalb einer Neuronenkette bzw. innerhalb der Elemente eines neuronalen Systems weitergeleitet (vgl. Projektion).

„Wollen wir mit einer Topik der seelischen Akte Ernst machen, so müssen wir unser Interesse einer an dieser Stelle auftauchenden Zweifelsfrage zuwenden. Wenn ein psychischer Akt … die Umsetzung aus dem System Ubw in das System Bw … erfährt, sollen wir annehmen, daß mit dieser Umsetzung eine neuerliche Fixierung, gleichsam eine zweite Niederschrift fortbesteht? Oder sollen wir eher glauben, daß die Umsetzung in einer Zustandsänderung besteht, welche sich an derselben Lokalität vollzieht?“

Freud war fest überzeugt von einer körperlichen Topik und hat nur „vorläufig“ auf deren nähere Bezeichnung im Sinne einer psychischen Topik verzichtet. Er gebrauchte den Begriff der Dynamik, mit dem er sich auf die sinnesphysiologischen Arbeiten Gustav Theodor Fechners (1801–1887) bezog (Psychophysik). Bereits Freuds Begrifflichkeit der „Erregungssummen“ (GW Band 1, S. 63, 74) zur Erläuterung der Entstehung und Wirksamkeit von Affekten lässt u. a. auf diese neuropsychologischen Zusammenhänge schließen.

### Neuere theoretische Konzepte
Neuere psychodynamische Konzepte sind die Objektbeziehungstheorie, das Zusammenspiel von Beziehungsmustern, die Theorie der Grundkonflikte und der strukturellen Bedingungen. Dabei wird die Veränderbarkeit des inneren Geschehens durch persönliche Weiterentwicklung auch noch in der Adoleszenz z. B. durch eine Psychotherapie mit eingeschlossen.

## Psychodynamisches Modell
Geht man von einer Korrelation physikalischer und psychischer Phänomene aus, so ist es konsequent und nahezu unvermeidlich, von einem inneren seelischen Raum zu sprechen, ähnlich wie es auch die Physik im äußeren, dreidimensionalen Raum tut. Dabei handelt es sich z. T. um sog. strukturierte oder topische Modelle. Sie sind nicht nur Gegenstand der tiefenpsychologischen bzw. speziell der psychoanalytischen Theorie, sondern ebenso Gegenstand der unterschiedlichsten Philosophien und Religionen. Topische Modelle beruhen einerseits auf anatomisch-topographischen empirischen Gegebenheiten (Somatotopik), andererseits aber auch auf theoretisch-abstrakten metaphysischen, mystischen oder gnostischen Elementen. In der psychoanalytischen Lehre handelt es sich ebenfalls um eine Analogie mit physikalischen Grundbegriffen wie Dynamik und Topik. Diese physikalischen Gesichtspunkte werden jedoch von Freud durch eine ökonomische Bedeutung im Sinne einer teleologischen Begriffskategorie ergänzt (Metapsychologie). C. G. Jung spricht in diesem Zusammenhang auch von „aktiver Imagination“. Diese Lehre geht somit über das konkret Erfahrbare hinaus und bezieht außer Gesichtspunkten der Soziologie auch solche der rationalen Psychologie mit ein. Dies kann man als übergreifendes Modell bezeichnen, das nicht nur die physikalischen und biologischen, sondern auch die psychischen und gesellschaftlichen Gegebenheiten in ein gemeinsames Konzept integriert. Thure von Uexküll hat diese verschiedenen topologisch zu beschreibenden Gesichtspunkte als Integrationsraum bezeichnet.
Übergreifendes bio-psycho-soziales Modell
Der Gegensatz zwischen dynamischer und statischer Betrachtungsweise ergänzt sich.
|          | Klassische Physik       | Atomphysik         | Biologie       | Psyche | Gesellschaft                                   |
| -------- | ----------------------- | ------------------ | -------------- | --- | ---------------------------------------------- |
| Elemente | Planeten                | Atome              | Zellen, Organe | Instanzen nach Freud: System Bw, Vbw und Ubw (1. topisches Modell) und Strukturmodell der Psyche (2. topisches Modell) | Individuen, Gruppen                            |
| Dynamik  | Gravitation, Fliehkraft | Elektromagnetismus | Funktionen     | Motivationen | Gruppendynamik (Lewin), Kollektivpsyche (Jung) |

## Psychische Instanzen
Ein Beispiel einer auf anatomisch-topographischen Vorstellungen beruhenden Konzeption dynamischer psychischer Abläufe ist das Strukturmodell der Psyche. Man kann sich genannte psychische Instanzen als Elemente eines psychophysischen Systems vorstellen (Systemtheorie). Dieses psychophysische Modell beruht auf dem funktionellen Zusammenspiel solcher Elemente analog zur Methodik der Physiologie und Neuropathologie bzw. analog zur Arbeitsweise der Organmedizin. Neu an dieser psychodynamischen Methode ist die Einbeziehung subjektiv-psychologischer Tatsachen gegenüber den z. B. eher objektiv-physiologischen Methoden in der Experimentalpsychologie von Wilhelm Wundt (1879). Die Instanzen, auf die sich die Psychoanalyse im Einzelnen bezieht, sind die Strukturen Bewusst, Vorbewusst und Unbewusst (1. topische Theorie Freuds) sowie Über-Ich, Ich und Es (2.topische Theorie Freuds), die erst später zu der Bezeichnung Psychodynamik beigetragen haben.

## Anwendungsgebiete
Psychodynamik spielt hauptsächlich eine Rolle in der Persönlichkeits- und Krankheitslehre der Psychoanalyse, welche das Zusammenwirken zwischen bewussten und unbewussten seelischen Prozessen erforscht. Dort ist sie definiert als das Zusammen- und Gegeneinanderwirken unterschiedlicher psychischer Tendenzen („Kräfte“: Triebregungen, Motive und Emotionen). Sie ist von Bedeutung zur Erklärung von Phänomenen des Symptomwandels und der Wirksamkeit der Schocktherapien. Bei diesen eher körperlichen Gesichtspunkten sind auch Modellvorstellungen von Pierre Janet wie die des Abaissement du niveau mental zu erwähnen. Freud hat hier die Terminologie ökonomischer Gesichtspunkte eingeführt (Metapsychologie). Darüber hinaus ist der Begriff Psychodynamik auch von allgemeinerer Bedeutung in der Tiefenpsychologie und der psychosomatischen Medizin bei der Diagnosestellung psychischer Erkrankungen und Erstellung von Behandlungsschwerpunkten und -Plänen. Die Darstellung der Psychodynamik ist der wichtigste Teil des Berichts an den Gutachter im Rahmen des Kassenantrags für tiefenpsychologisch fundierte und analytische Psychotherapie.

## In der Diagnosestellung
Neuere Entwicklungen wie die Operationalisierte Psychodynamische Diagnostik schließen die Veränderbarkeit von Krankheitssymptomen aufgrund psychodynamischer Modellvorstellungen in eine Diagnostik mit ein und kommen so den Anforderungen der Qualitätssicherung näher. Psychodynamisch-psychotherapeutische Diagnostik ist somit prozessorientiert. Psychotherapeutisch induzierte Veränderungen können im Prozess verfolgt, der Veränderungsprozess beim Patienten beschrieben werden und das Ergebnis handlungsweisend für eine Therapie sein.